# Иофель, Екатерина Константиновна
Екатерина Константиновна Иофель (12 октября 1923, Красноярск, РСФСР, СССР — 10 января 2017, Красноярск) — советская и российская оперная певица (меццо-сопрано), педагог, заслуженный деятель искусств РСФСР (1988), профессор Красноярской академии музыки и театра.

## Биография
Родилась 12 октября 1923 года в Красноярске. Воспитывалась в музыкальной семье, её музыкальные способности проявились ещё в детстве. В 1941 году окончила школу № 10. В годы Великой Отечественной войны училась в эвакуированном в Томск Московском институте классической филологии, затем перевелась на филологический факультет Красноярского педагогического института. 

Ее первой наставницей была жена известного певца Петра Ивановича Словцова — Маргарита Николаевна Риоли-Словцова. Она обучала главному: настоящее искусство там, где есть чистота души.— Софья Бенуа. "Дмитрий Хворостовский. Две Женщины И Музыка". Электронная библиотека.
После окончания в 1951 году Ташкентской консерватории Иофель вернулась в Красноярск на работу по распределению, где её сразу же назначили заместителем директора по учебной работе Красноярского музыкального училища. В 1968 году прошла ассистентуру-стажировку при Московском музыкально-педагогическом институте имени Гнесиных (класс профессора Н. Д. Шпиллер). С 1951 года являлась солисткой Грозненской, Кисловодской, Ялтинской, Сочинской филармоний, Сочинского музыкального театра, Новосибирского и Ташкентского театров оперы и балета.
С 1964 года — преподаватель Горьковской консерватории, в 1976—1977 годах заведовала там кафедрой сольного пения и оперной подготовки. С 1978 года преподавала в Красноярской академии музыки и театра, в 1990 году ей было присвоено звание профессора. В 1978—1998 годах возглавляла созданную ей кафедру сольного пения и оперной подготовки. Проводила мастер-классы в Софийской консерватории, в Оперном центре Нидерландов (Амстердам), в Санкт-Петербургской консерватории. Являлась членом жюри международных, всесоюзных и всероссийских конкурсов. До 2015 года работала репетитором по вокалу в Красноярской краевой филармонии.
За время работы в Красноярской академии музыки и театра подготовила более ста певцов. Среди них народные артисты России Дмитрий Хворостовский, Николай Путилин и Пётр Заломнов, заслуженные артисты России А. Алиев, А. Анисимов, Л. Елесина-Попова, Г. Кичка, Т. Хохлова и другие.
Умерла 10 января 2017 года в возрасте 93 лет в Красноярске после тяжёлой болезни. Похоронена, согласно завещанию, на Аллее славы Бадалыкского кладбища.

## Семья
- Отец — Константин Павлович Иофель — начальник группы оборудования в «Енисей-золото»[10].
- Мать — Елизавета Александровна Иофель — заведующая библиотекой Политехнического института[10].
- Муж — Яков Михайлович Расин — пианист[11].

## Награды и звания
- Заслуженный деятель искусств РСФСР (1988)[7]
- Медаль ордена «За заслуги перед Отечеством» I степени[12]
- Медаль ордена «За заслуги перед Отечеством» II степени[3]
- Медаль и звание «Ветеран труда СССР»[12]
- Юбилейная медаль «50 лет Победы в Великой Отечественной войне 1941—1945 гг.» (1995)[12]
- Юбилейная медаль «60 лет Победы в Великой Отечественной войне 1941—1945 гг.» (2005)[12]
- Юбилейная медаль «65 лет Победы в Великой Отечественной войне 1941—1945 гг.» (2010)
- Юбилейная медаль «70 лет Победы в Великой Отечественной войне 1941—1945 гг.» (2015)[13]
- Почётный знак Министерства культуры СССР[3]
- Почётные грамоты ЦК КПСС, Совета Министров СССР, ВЦСПС и ЦК ВЛКСМ[3]
- Почётный гражданин Красноярского края (2003)[3][14]
- Знак отличия «За трудовые заслуги» (Красноярский край, 7 октября 2013) — за большой личный вклад в развитие культуры и искусства Красноярского края
- Премия фонда Ирины Архиповой: Золотая медаль[12], диплом и звание лауреата (2006) — «за выдающийся педагогический вклад в дело воспитания нескольких поколений талантливых молодых вокалистов (за 2005 год)»[3][7][15][16]
- Почётная грамота губернатора Красноярского края и Почётная грамота главы города Красноярска (2013)[3]
- Почётный знак «80 лет Красноярскому краю» (2014)[3]